# العلاقات الألمانية الجورجية
العلاقات الألمانية الجورجية هي العلاقات الثنائية التي تجمع بين ألمانيا وجورجيا.

## مقارنة بين البلدين
هذه مقارنة عامة ومرجعية للدولتين:
| وجه المقارنة                                              | ألمانيا                                                                              | جورجيا                          |
| --------------------------------------------------------- | ------------------------------------------------------------------------------------ | ------------------------------- |
| المساحة (كم2)                                             | 357.41 ألف                                                                           | 69.70 ألف                       |
| عدد السكان (نسمة)                                         | 81.29 مليون                                                                          | 3.72 مليون                      |
| الكثافة السكانية (ن./كم²)                                 | 227.44                                                                               | 53.37                           |
| العاصمة                                                   | بون، برلين                                                                           | تبليسي، كوتايسي                 |
| اللغة الرسمية                                             | اللغة الألمانية                                                                      | اللغة الجورجية، اللغة الأبخازية |
| العملة                                                    | يورو، مارك ألماني                                                                    | لاري جورجي                      |
| الناتج المحلي الإجمالي (بليون دولار)                      | 3.68 تريليون                                                                         | 15.16 مليار                     |
| الناتج المحلي الإجمالي (تعادل القوة الشرائية) بليون دولار | 3.92 تريليون                                                                         | 35.68 مليار                     |
| الناتج المحلي الإجمالي الاسمي للفرد دولار أمريكي          | 41.31 ألف                                                                            | 3.79 ألف                        |
| الناتج المحلي الإجمالي للفرد دولار أمريكي                 | 46.40 ألف                                                                            |                                 |
| مؤشر التنمية البشرية                                      | 0.926                                                                                | 0.754                           |
| رمز المكالمات الدولي                                      | +49                                                                                  | +995                            |
| رمز الإنترنت                                              | .de                                                                                  | .ge، .გე ‏                       |
| المنطقة الزمنية                                           | توقيت وسط أوروبا، ت ع م+01:00، ت ع م+02:00، توقيت أوروبا الوسطى المعياري (ت غ م +1) ‏ | ت ع م+04:00                     |

## مدن متوأمة
في ما يلي قائمة باتفاقيات التوأمة بين مدن ألمانية وجورجية:
- ترتبط ساربروكن مع تبليسي باتفاقية توأمة منذ 1987.
- ترتبط غلزنكيرشن مع كوتايسي باتفاقية توأمة منذ 1987.[17][17]
- ترتبط بيبراخ آن در ريس مع تلاوي باتفاقية توأمة.

## منظمات دولية مشتركة
يشترك البلدان في عضوية مجموعة من المنظمات الدولية، منها:
| علم المنظمة | اسم المنظمة                             | تاريخ انضمام ألمانيا | تاريخ انضمام جورجيا |
| ----------- | --------------------------------------- | -------------------- | ------------------- |
|             | الاتفاقية الأوروبية لحقوق الإنسان       | 3 سبتمبر 1953        | 1999                |
|             | اتفاقية السماوات المفتوحة               | ?                    | ?                   |
|             | المنظمة العالمية للملكية الفكرية        | 19 سبتمبر 1970       | ?                   |
|             | منظمة الصحة العالمية                    | 29 مايو 1951         | 16 مايو 1992        |
|             | منظمة التجارة العالمية                  | ?                    | 14 يونيو 2000       |
|             | الأمم المتحدة                           | 18 سبتمبر 1973       | 31 يوليو 1992       |
|             | الاتحاد الدولي للاتصالات                | 1866                 | 7 يناير 1993        |
|             | مجلس أوروبا                             | 13 يوليو 1950        | 27 أبريل 1999       |
|             | يونسكو                                  | 11 يوليو 1951        | 7 أكتوبر 1992       |
|             | المنظمة الأوروبية لسلامة الملاحة الجوية | 1960                 | 2012                |
|             | الاتحاد البريدي العالمي                 | 1 يوليو 1875         | ?                   |
|             | مؤسسة التنمية الدولية                   | 24 سبتمبر 1960       | 31 أغسطس 1993       |
|             | منظمة السياحة العالمية                  | 1976                 | 1993                |
|             | مؤسسة التمويل الدولية                   | 20 يوليو 1956        | 29 يونيو 1995       |
|             | المنظمة الهيدروغرافية الدولية           | ?                    | ?                   |
|             | البنك الدولي للإنشاء والتعمير           | 14 أغسطس 1952        | 7 أغسطس 1992        |
|             | الفريق المعني برصد الأرض                | ?                    | ?                   |
|             | منظمة الأمن والتعاون في أوروبا          | 25 يونيو 1973        | 24 مارس 1992        |

## أعلام
هذه قائمة لبعض الشخصيات التي تربطها علاقات بالبلدين:
- أكاكي جوجيا (لاعب كرة قدم ألماني، 18 يناير 1992[41] – )
- ليفان كوبياتشفيلي (لاعب كرة قدم جورجي، 10 يوليو 1977[42] – )

## وصلات خارجية
- موقع وزارة الخارجية الألمانية
- موقع وزارة الخارجية الجورجية